# Tamins
Tamins é uma comuna da Suíça, no Cantão Grisões, com cerca de 1.175 habitantes. Estende-se por uma área de 40,71 km², de densidade populacional de 29 hab/km². Confina com as seguintes comunas: Bonaduz, Domat/Ems, Felsberg, Pfäfers (SG), Trin.
A língua oficial nesta comuna é o Alemão.